# Élections à Sainte-Sigolène
Cette page recense les résultats de l'ensemble des votes, élections et référendums ayant eu lieu dans la commune de Sainte-Sigolène (Haute-Loire) depuis 2000.

## Élections législatives

### 2024

#### Contexte
Les élections législatives françaises de 2024 se déroulent les 30 juin et 7 juillet 2024 afin d'élire les 577 députés de la XVIIe législature de la Cinquième République. Elles sont consécutives à la dissolution de l'Assemblée nationale par le président de la République Emmanuel Macron, décidée après la défaite de sa liste Besoin d'Europe aux élections européennes du 9 juin 2024.
Dans la première circonscription de Haute-Loire, dont fait partie la commune, la députée sortante est Isabelle Valentin. Élue en 2017, réélue en 2022, Isabelle Valentin ne se représente pas pour ces élections législatives. C'est son suppléant et ancien député de la circonscription Laurent Wauquiez qui est investi par Les Républicains pour la remplacer,.

#### Résultats
| Candidat                 | Candidat                 | Parti et coalition       | Nuance                   | Premier tour | Premier tour | Second tour | Second tour |
| Candidat                 | Candidat                 | Parti et coalition       | Nuance                   | Voix         | %            | Voix        | %           |
| ------------------------ | ------------------------ | ------------------------ | ------------------------ | ------------ | ------------ | ----------- | ----------- |
|                          | Laurent Wauquiez         | LR                       | LR                       | 1 142        | 38,32        | 1 719       | 60,25       |
|                          | Alexandre Heuzey         | RN                       | RN                       | 1 097        | 36,81        | 1 134       | 39,75       |
|                          | Celline Gacon            | LÉ (NFP)                 | UG                       | 492          | 16,51        | Retrait     | Retrait     |
|                          | Cécile Gallien           | MoDem (ENS)              | ENS                      | 223          | 7,48         |             |             |
|                          | Electre Darcos           | LO                       | EXG                      | 26           | 0,87         |             |             |
|                          |                          |                          |                          |              |              |             |             |
| Suffrages exprimés       | Suffrages exprimés       | Suffrages exprimés       | Suffrages exprimés       | 2 980        | 97,93        | 2 853       | 94,63       |
| Votes blancs             | Votes blancs             | Votes blancs             | Votes blancs             | 45           | 1,48         | 122         | 4,05        |
| Votes nuls               | Votes nuls               | Votes nuls               | Votes nuls               | 18           | 0,59         | 40          | 1,33        |
| Total                    | Total                    | Total                    | Total                    | 3 043        | 100          | 3 015       | 100         |
| Abstention               | Abstention               | Abstention               | Abstention               | 1 469        | 32,56        | 1 498       | 33,19       |
| Inscrits / participation | Inscrits / participation | Inscrits / participation | Inscrits / participation | 4 512        | 67,44        | 4 513       | 66,81       |

### 2022

#### Contexte
Les élections législatives françaises de 2022 ont lieu les 12 et 19 juin 2022 afin d'élire les 577 députés de la XVIe législature de la Cinquième République. Elles font suite à la réélection du président de la République Emmanuel Macron pour un second mandat.
Dans la première circonscription de Haute-Loire, dont fait partie la commune, la députée sortante et candidate à sa réélection est Isabelle Valentin.

#### Résultats
| Candidat                 | Candidat                        | Parti et coalition       | Nuance                   | Premier tour | Premier tour | Second tour | Second tour |
| Candidat                 | Candidat                        | Parti et coalition       | Nuance                   | Voix         | %            | Voix        | %           |
| ------------------------ | ------------------------------- | ------------------------ | ------------------------ | ------------ | ------------ | ----------- | ----------- |
|                          | Isabelle Valentin               | LR (UDC)                 | LR                       | 1 036        | 50,46        | 1 375       | 75,84       |
|                          | Celline Gacon                   | EÉLV (NUPES)             | NUP                      | 314          | 15,29        | 438         | 24,16       |
|                          | Suzanne Fourets                 | RN                       | RN                       | 336          | 16,37        |             |             |
|                          | Cécile Gallien                  | MoDem (ENS)              | ENS                      | 224          | 10,91        |             |             |
|                          | Emmanuelle Poumeau de Lafforest | REC                      | REC                      | 58           | 2,83         |             |             |
|                          | Dominique Samard                | ÉAC                      | ECO                      | 52           | 2,53         |             |             |
|                          | Virginie Léger-Portal           | PA                       | ECO                      | 18           | 0,88         |             |             |
|                          | Electre Dracos                  | LO                       | DXG                      | 15           | 0,73         |             |             |
|                          |                                 |                          |                          |              |              |             |             |
| Votes valides            | Votes valides                   | Votes valides            | Votes valides            | 2 053        | 98,56        | 1 813       | 95,47       |
| Votes blancs             | Votes blancs                    | Votes blancs             | Votes blancs             | 24           | 1,15         | 65          | 3,42        |
| Votes nuls               | Votes nuls                      | Votes nuls               | Votes nuls               | 6            | 1,15         | 21          | 1,11        |
| Total                    | Total                           | Total                    | Total                    | 2 083        | 100          | 1 899       | 100         |
| Abstention               | Abstention                      | Abstention               | Abstention               | 2 382        | 53,35        | 2 566       | 57,47       |
| Inscrits / participation | Inscrits / participation        | Inscrits / participation | Inscrits / participation | 4 465        | 46,65        | 4 465       | 42,53       |

### 2017

#### Contexte
Les élections législatives françaises de 2017 ont lieu les 11 et 18 juin 2017 afin d'élire les 577 députés de la XVe législature de la Cinquième République. Elles font suite à l'élection d'Emmanuel Macron à la présidence de la République.
Dans la première circonscription de Haute-Loire, dont fait partie la commune, le député sortant Laurent Wauquiez ne se représente pas. Élu président de la région Auvergne-Rhône-Alpes en 2016, il anticipe ainsi l'entrée en application de la loi sur le non-cumul des mandats. Sa suppléante sous la précédente législature, Isabelle Valentin, est candidate pour lui succéder.

#### Résultats
| Candidat                 | Candidat                 | Parti et coalition       | Nuance                   | Premier tour | Premier tour | Second tour | Second tour |
| Candidat                 | Candidat                 | Parti et coalition       | Nuance                   | Voix         | %            | Voix        | %           |
| ------------------------ | ------------------------ | ------------------------ | ------------------------ | ------------ | ------------ | ----------- | ----------- |
|                          | Isabelle Valentin        | LR (UDC)                 | LR                       | 1 023        | 48,76        | 1 218       | 66,92       |
|                          | Cécile Gallien           | MoDem (REM)              | REM                      | 525          | 25,02        | 602         | 33,08       |
|                          | Fabien Albertini         | FN                       | FN                       | 244          | 11,63        |             |             |
|                          | Martine Dejean           | LFI                      | FI                       | 134          | 6,39         |             |             |
|                          | Fabrice Farison          | PS                       | SOC                      | 58           | 2,83         |             |             |
|                          | Anne Badian-Lhermet      | EELV                     | ECO                      | 38           | 1,81         |             |             |
|                          | Philippe Cochet          | MEI                      | ECO                      | 24           | 1,14         |             |             |
|                          | Gabriel Cardaire         | DLF                      | DLF                      | 22           | 1,05         |             |             |
|                          | Pierre Michallet         | LO                       | DXG                      | 14           | 0,67         |             |             |
|                          | Yves Prat                | DVG (FDG)                | DVG                      | 11           | 0,52         |             |             |
|                          | Pierre Michallet         | UPR                      | DIV                      | 6            | 0,29         |             |             |
|                          |                          |                          |                          |              |              |             |             |
| Votes valides            | Votes valides            | Votes valides            | Votes valides            | 2 098        | 98,87        | 1 820       | 94,55       |
| Votes blancs             | Votes blancs             | Votes blancs             | Votes blancs             | 14           | 0,66         | 66          | 3,43        |
| Votes nuls               | Votes nuls               | Votes nuls               | Votes nuls               | 10           | 0,47         | 39          | 2,03        |
| Total                    | Total                    | Total                    | Total                    | 2 122        | 100          | 1 925       | 100         |
| Abstention               | Abstention               | Abstention               | Abstention               | 2 165        | 50,50        | 2 360       | 55,08       |
| Inscrits / participation | Inscrits / participation | Inscrits / participation | Inscrits / participation | 4 287        | 49,50        | 4 285       | 44,92       |

### 2012
Les élections législatives de 2012 se déroulent sur deux tours de scrutin les 10 et 17 juin, dans la continuité de l'élection présidentielle qui s'est tenue les 22 avril et 6 mai 2012, selon un mode de scrutin uninominal majoritaire à deux tours. Un redécoupage des circonscriptions législatives est réalisé en 2010 pour tenir compte de l'évolution de la démographie française et pour répondre à une demande du Conseil constitutionnel. Le nombre total de députés, 577, désormais inscrit dans la Constitution depuis la réforme de la constitution française de juillet 2008, reste inchangé, mais certains départements voient le nombre de circonscriptions et leur composition modifiés. Le département de la Haute-Loire conserve le nombre, 2.

La commune n'est pas concernée par le redécoupage et reste rattachée à la 1re circonscription.
- 1re circonscription : 72,11 % pour Laurent Wauquiez (UMP, élu au 2e tour avec 63,95 % des suffrages exprimés sur la circonscription[8]), 27,89 % pour Guy Vocanson (PS),

56,37 % de participation.

### 2007
Les élections législatives de 2007 se déroulent sur deux tours de scrutin les 10 et 17 juin. Le découpage électoral est le même que celui des élections de 2002. Sans surprise, la majorité sortante UMP est reconduite, quelques semaines après l'élection de Nicolas Sarkozy à la présidence de la République, avec toutefois un nombre de sièges réduit par rapport aux précédentes élections. Dans la 1re circonscription du département de la Haute-Loire, dont dépend la commune de Sainte-Sigolène, Laurent Wauquiez est élu au 1er tour avec 58,13% des suffrages. Les résultats pour la commune sont les suivants :
- 1re circonscription : 62,57 % pour Laurent Wauquiez (UMP, élu au 1er tour avec 58,13 % des suffrages exprimés[11]), 14,75 % pour Renée Vaggiani (PS), 39,05 % de participation[12].

### 2002
Les élections législatives de 2002 des députés de la XIIe législature ont lieu les 9 et 16 juin 2002, dans la foulée de l'élection présidentielle de 2002 qui a vu la réélection de Jacques Chirac. La droite parlementaire sort largement vainqueur de ces élections, marquées par un nouveau record d'abstention (39%). Les députés sont élus au scrutin uninominal majoritaire à deux tours dans 577 circonscriptions, le département de la Haute-Loire en comportant deux. La commune de Sainte-Sigolène est sur le territoire de la 1re circonscription qui voit la victoire de Jacques Barrot (Union pour la Majorité présidentielle, élu au 2e tour avec 63,09 % des suffrages exprimés). Les résultats au niveau de la commune sont les suivants :
- 1re circonscription : 70,72 % pour Jacques Barrot (Union pour la Majorité présidentielle, élu au 2e tour avec 63,09 % des suffrages exprimés), 29,28 % pour Jean-Jacques Orfeuvre (Verts), 57,59 % de participation[14].

## Élections municipales

### 2008
Les élections municipales de 2008 ont lieu le 9 et le 16 mars 2008. Pour la commune de Sainte-Sigolène, les conseillers municipaux sont élus selon le mode de scrutin de liste à deux tours avec représentation proportionnelle. 29 sièges sont à pourvoir. 3 listes sont déposées. À l'issue des élections qui se déroulent en deux tours et dont les résultats figurent ci-après, Dominique Freyssenet est élu maire.
|                                           | Nuance                                    | Tête de liste                             | Liste                                     | Premier tour | Premier tour | Premier tour | Second tour  | Second tour | Second tour | Sièges |
| Voix                                      | Nuance                                    | Tête de liste                             | Liste                                     | %            | %            | Voix         | %            | %           |             | Sièges |
| Voix                                      | Nuance                                    | Tête de liste                             | Liste                                     | Exprimés     | Inscrits     | Voix         | Exprimés     | Inscrits    |             | Sièges |
| ----------------------------------------- | ----------------------------------------- | ----------------------------------------- | ----------------------------------------- | ------------ | ------------ | ------------ | ------------ | ----------- | ----------- | ------ |
|                                           | DVD                                       | Dominique Freyssenet                      | Ste Sigolene Vision D'Ave                 | 1 132        | 44,03 %      | 27,95 %      | 1382         | 49,59 %     | 34,12 %     | 22     |
|                                           | DVD                                       | Yves Braye                                | Agir Pour Ste Sigolene                    | 982          | 38,2 %       | 24,25 %      | 992          | 35,59 %     | 24,49 %     | 5      |
|                                           | DVG                                       | Michel Guillaumond                        | Sainte Sigolene Plurielle                 | 457          | 17,78 %      | 11,28 %      | 413          | 14,82 %     | 10,2 %      | 2      |
| Total exprimés                            | Total exprimés                            | Total exprimés                            | Total exprimés                            | 2 571        | 100 %        | 63,48 %      | 2 787        | 100 %       | 68,83 %     |        |
| Total votants : exprimés + blancs ou nuls | Total votants : exprimés + blancs ou nuls | Total votants : exprimés + blancs ou nuls | Total votants : exprimés + blancs ou nuls | 2 774 (203)  | -            | 68,49 %      | 2 889 (102)  | -           | 71,35 %     |        |
| Total inscrits : votants + abstentions    | Total inscrits : votants + abstentions    | Total inscrits : votants + abstentions    | Total inscrits : votants + abstentions    | 4 050 (1276) | -            | 100 %        | 4 049 (1160) | -           | 100 %       |        |

## Élections cantonales
L'élection des conseillers généraux a lieu au scrutin uninominal majoritaire à deux tours, la moitié des sièges dans chaque département étant renouvelée tous les trois ans. Le département de la Haute-Loire comprend 19 cantons. La commune de Sainte-Sigolène est sur le territoire du canton de Sainte-Sigolène.

### 2011
Les élections cantonales de 2011 ont lieu les 20 et 27 mars 2011.
Yves Braye (Majorité - Nouveau Centre) est élu conseiller général au 2e tour avec 68,58 % des suffrages exprimés sur le canton et 71,12 % des voix sur la commune. Il devance Pierre Cheynet (Front national) qui obtient 28,88 % sur la commune et 31,42 % sur le canton. Le taux de participation est de 50,02 % sur la commune et de 44,26 % sur le canton.

### 2004
Les élections cantonales de 2004 ont lieu les 21 et 28 mars 2004.
Michel Januel (Divers droite) est élu conseiller général au 1er tour avec 51,79 % des suffrages exprimés sur le canton et 53,32 % des voix sur la commune. Il devance Michel Guillaumond (PS) qui obtient 24,58 % sur la commune et 26,43 % sur le canton. Le taux de participation est de 64,23 % sur la commune et de 64,65 % sur le canton.

## Élections régionales
Les élections régionales renouvellent les 25 conseils régionaux de Métropole et d'outre-mer ainsi que l'Assemblée de Corse. Les conseillers régionaux sont élus dans chaque région au scrutin de liste à deux tours sans adjonction ni suppression de noms et sans modification de l'ordre de présentation. Dans la région Auvergne, 47 sièges sont à pourvoir.

### 2021
Les élections régionales de 2021 ont lieu les 20 et 27 juin. Les résultats pour la commune sont les suivants :
| Tête de liste            | Tête de liste            | Liste                        | Premier tour | Premier tour | Second tour | Second tour |
| Tête de liste            | Tête de liste            | Liste                        | Voix         | %            | Voix        | %           |
| ------------------------ | ------------------------ | ---------------------------- | ------------ | ------------ | ----------- | ----------- |
|                          | Laurent Wauquiez         | LR-UDI-LC-SL-VIA-LMR         | 873          | 66,54        |             |             |
|                          | Fabienne Grébert         | EÉLV-G•s-GÉ-MdP-PP-ND-MRS-AE | 120          | 9,15         |             |             |
|                          | Najat Vallaud-Belkacem   | PS-PRG-GRS-CÉ-PCF diss.      | 69           | 5,26         |             |             |
|                          | Cécile Cukierman         | PCF-LFI-E!-GC                | 44           | 3,35         |             |             |
|                          | Andréa Kotarac           | PL-RN-LDP                    | 122          | 9,30         |             |             |
|                          | Bruno Bonnell            | MR-LREM-MoDem-Agir-TdP-EC    | 60           | 4,57         |             |             |
|                          | Chantal Gomez            | LO                           | 14           | 1,07         |             |             |
|                          | Shella Gil               | DIV                          | 10           | 0,23         |             |             |
|                          | Farid Omeir              | UDMF                         | 0            | 0            |             |             |
|                          |                          |                              |              |              |             |             |
| Votes valides            | Votes valides            | Votes valides                | 1312         | 97,11        |             |             |
| Votes blancs             | Votes blancs             | Votes blancs                 | 27           | 2,00         |             |             |
| Votes nuls               | Votes nuls               | Votes nuls                   | 12           | 0,89         |             |             |
| Total                    | Total                    | Total                        | 1351         | 100          |             | 100         |
| Abstentions              | Abstentions              | Abstentions                  | 3014         | 69,05        |             |             |
| Inscrits / Participation | Inscrits / Participation | Inscrits / Participation     | 4365         | 30,95        |             |             |

### 2015
Les élections régionales de 2015 ont lieu les 6 et 13 juin. Les résultats pour la commune sont les suivants :
| Tête de liste            | Tête de liste            | Liste                             | Premier tour | Premier tour | Second tour | Second tour |
| Tête de liste            | Tête de liste            | Liste                             | Voix         | %            | Voix        | %           |
| ------------------------ | ------------------------ | --------------------------------- | ------------ | ------------ | ----------- | ----------- |
|                          | Laurent Wauquiez         | LR - UDI - MoDem - PCD - CPNT     | 1140         | 52,51        | 1444        | 58,94       |
|                          | Christophe Boudot        | FN                                | 553          | 25,47        | 535         | 21,84       |
|                          | Jean-Jack Queyranne      | PS - PRG - UDE - GE - Cap21 - MDP | 255          | 11,75        | 471         | 19,22       |
|                          | Jean-Charles Kohlhaas    | EELV - PG - E! - ND - NGS         | 92           | 4,24         | 471         | 19,22       |
|                          | Cécile Cukierman         | PCF - R&S - MRC                   | 48           | 2,21         | 471         | 19,22       |
|                          | Gerbert Rambaud          | DLF                               | 37           | 1,70         |             |             |
|                          | Éric Lafond              | NC - PLD - PFE                    | 15           | 0,69         |             |             |
|                          | Chantal Gomez            | LO                                | 22           | 1,01         |             |             |
|                          | Alain Fédèle             | UPR                               | 9            | 0,41         |             |             |
|                          |                          |                                   |              |              |             |             |
| Votes valides            | Votes valides            | Votes valides                     | 2171         | 96,19        | 2450        | 96,53       |
| Votes blancs             | Votes blancs             | Votes blancs                      | 56           | 2,48         | 54          | 2,13        |
| Votes nuls               | Votes nuls               | Votes nuls                        | 30           | 1,33         | 34          | 1,34        |
| Total                    | Total                    | Total                             | 2257         | 100          | 2538        | 100         |
| Abstentions              | Abstentions              | Abstentions                       | 2006         | 47,06        | 1725        | 40,46       |
| Inscrits / Participation | Inscrits / Participation | Inscrits / Participation          | 4263         | 52,94        | 4263        | 59,54       |

### 2010
Les élections régionales de 2010 ont lieu les 14 et 21 mars. Les résultats pour la commune sont les suivants :
|  | Tendance                | Tête de liste | Liste                                            | Commune | Région  | Sièges |
|  | ----------------------- | ------------- | ------------------------------------------------ | ------- | ------- | ------ |
|  | Majorité présidentielle | Alain Marleix | Union pour le renouveau de l'Auvergne            | 56,01 % | 40,32 % | 14     |
|  | Union de la gauche      | René Souchon  | Rassemblement pour l'Auvergne juste et solidaire | 43,99 % | 59,68 % | 33     |

### 2004
Les élections régionales de 2004 ont lieu les 21 et 28 mars.Les résultats pour la commune sont les suivants :
|  | Tendance        | Tête de liste            | Liste                                               | Commune | Région  | Sièges |
|  | --------------- | ------------------------ | --------------------------------------------------- | ------- | ------- | ------ |
|  | UMP - UDF - FRS | Valéry Giscard d'Estaing | Union pour l'Auvergne                               | 60,99 % | 47,33 % | 17     |
|  | PS              | Pierre-Joël Bonté        | Avec Pierre-Joël Bonte, vivons l'Auvergne solidaire | 39,01 % | 52,67 % | 30     |

## Élections présidentielles

### 2017
L'élection présidentielle française de 2017, onzième élection présidentielle de la Ve République, se déroule les dimanches 23 avril et 7 mai.
Les résultats du premier tour pour la commune de Sainte-Sigolène sont les suivants :
|                              |                       |               |                 |                |                  |                 |                   |               |                    |                     |                 |
|                              |                       | Nombre        | Nombre          | % des inscrits | % des inscrits   | % des votants   | % des votants     |               |                    |                     |                 |
| Inscrits                     | Inscrits              | 4280          | 4280            | 100,00 %       | 100,00 %         |                 |                   |               |                    |                     |                 |
| Votants                      | Votants               | 3343          | 3343            | 78,11 %        | 78,11 %          | 100,00 %        | 100,00 %          |               |                    |                     |                 |
| suffrages exprimés           | suffrages exprimés    | 3227          | 3227            | 75,40 %        | 75,40 %          | 96,53 %         | 96,53 %           |               |                    |                     |                 |
| bulletins blancs             | bulletins blancs      | 91            | 91              | 2,13 %         | 2,13 %           | 2,72 %          | 2,72 %            |               |                    |                     |                 |
| bulletins nuls               | bulletins nuls        | 25            | 25              | 0,58 %         | 0,58 %           | 0,75 %          | 0,75 %            |               |                    |                     |                 |
| Abstentions                  | Abstentions           | 937           | 937             | 21,89 %        | 21,89 %          |                 |                   |               |                    |                     |                 |
|                              |                       |               |                 |                |                  |                 |                   |               |                    |                     |                 |
| Résultats des onze candidats |                       |               |                 |                |                  |                 |                   |               |                    |                     |                 |
| Candidats                    | Nicolas Dupont-Aignan | Marine Le Pen | Emmanuel Macron | Benoît Hamon   | Nathalie Arthaud | Philippe Poutou | Jacques Cheminade | Jean Lassalle | Jean-Luc Mélenchon | François Asselineau | François Fillon |
| Candidats                    |                       |               |                 |                |                  |                 |                   |               |                    |                     |                 |
| Parti                        | DLF                   | FN            | EM              | PS             | LO               | NPA             | S&P               | Résistons     | FI                 | UPR                 | LR              |
| Nombre de voix               | 245 voix              | 917 voix      | 638 voix        | 184 voix       | 22 voix          | 42              | 2 voix            | 47 voix       | 462 voix           | 25 voix             | 643 voix        |
| % des exprimés               | 7,59 %                | 28,42 %       | 19,77 %         | 5,70 %         | 0,68 %           | 1,30 %          | 0,06 %            | 1,46 %        | 14,32 %            | 0,77 %              | 19,93 %         |

Les résultats du second tour pour la commune de Sainte-Sigolène sont les suivants :
|                    |                    |                              |                 |                 |                 |               |               |
|                    |                    | Nombre de voix               | Nombre de voix  | % des inscrits  | % des inscrits  | % des votants | % des votants |
| Inscrits           | Inscrits           | 4280                         | 4280            | 100,00 %        | 100,00 %        |               |               |
| Votants            | Votants            | 3268                         | 3268            | 76,36 %         | 76,36 %         | 100,00 %      | 100,00 %      |
| suffrages exprimés | suffrages exprimés | 2867                         | 2867            | 66,99 %         | 66,99 %         | 87,73 %       | 87,73 %       |
| bulletins blancs   | bulletins blancs   | 281                          | 281             | 6,57 %          | 6,57 %          | 8,60 %        | 8,60 %        |
| bulletins nuls     | bulletins nuls     | 120                          | 120             | 2,80 %          | 2,80 %          | 3,67%         | 3,67%         |
| Abstentions        | Abstentions        | 1012                         | 1012            | 23,64 %         | 23,64 %         |               |               |
|                    |                    |                              |                 |                 |                 |               |               |
|                    |                    | Résultats des deux candidats |                 |                 |                 |               |               |
|                    |                    |                              |                 |                 |                 |               |               |
| Marine Le Pen      | Marine Le Pen      | Marine Le Pen                | Emmanuel Macron | Emmanuel Macron | Emmanuel Macron |               |               |
|                    |                    |                              |                 |                 |                 |               |               |
| Parti              | Parti              | FN                           | FN              | FN              | EM              | EM            | EM            |
| Nombre de voix     | Nombre de voix     | 1154                         | 1154            | 1154            | 1713            | 1713          | 1713          |
| % des exprimés     | % des exprimés     | 40,25 %                      | 40,25 %         | 40,25 %         | 59,75 %         | 59,75 %       | 59,75 %       |
| % des inscrits     | % des inscrits     | 26,96 %                      | 26,96 %         | 26,96 %         | 40,02 %         | 40,02 %       | 40,02 %       |

### 2012
Le premier tour de l'élection présidentielle de 2012 voit s'affronter dix candidats. François Hollande, candidat du Parti socialiste, et Nicolas Sarkozy, président sortant et candidat de l'UMP, se qualifient pour le second tour, avec respectivement 28,63 % et 27,18 % des suffrages exprimés. Parmi les candidats éliminés, Marine Le Pen (17,90 %), Jean-Luc Mélenchon (11,10 %) et François Bayrou (9,13 %) obtiennent des scores significatifs. À l'issue du second tour, deux semaines plus tard, François Hollande est élu président de la République avec 51,64 % des suffrages exprimés, contre 48,36 % à son adversaire.
À Sainte-Sigolène, Nicolas Sarkozy arrive en tête du premier tour avec 26,1 %, suivi de Marine Le Pen avec 25,55 % et enfin de François Hollande avec 20,87 %. Viennent ensuite François Bayrou avec 12,09 %, puis Jean-Luc Mélenchon avec 9,34 %, aucun autre candidat ne dépassant le seuil des 5 %. Au second tour, les électeurs ont voté à 43,07 % pour François Hollande contre 56,93 % pour Nicolas Sarkozy avec un taux d’abstention de 84,49 %.
|                                           | Parti       | Nom                   | Premier tour | Premier tour | Premier tour | Second tour | Second tour | Second tour |
| Voix                                      | Parti       | Nom                   | %            | %            | Voix         | %           | %           |             |
| Voix                                      | Parti       | Nom                   | Exprimés     | Inscrits     | Voix         | Exprimés    | Inscrits    |             |
| ----------------------------------------- | ----------- | --------------------- | ------------ | ------------ | ------------ | ----------- | ----------- | ----------- |
|                                           | UMP-NC      | Nicolas Sarkozy       | 892          | 26,1 %       | 21,55 %      | 1 807       | 56,93 %     | 43,72       |
|                                           | FN          | Marine Le Pen         | 873          | 25,55 %      | 21,8 %       |             |             |             |
|                                           | PS-PRG      | François Hollande     | 713          | 20,87 %      | 17,23 %      | 1 367       | 43,07 %     | 33,08       |
|                                           | MoDem       | François Bayrou       | 413          | 12,09 %      | 9,98 %       |             |             |             |
|                                           | FG-PCF      | Jean-Luc Mélenchon    | 319          | 9,34 %       | 7,71 %       |             |             |             |
|                                           | DLR         | Nicolas Dupont-Aignan | 74           | 2,17 %       | 1,79 %       |             |             |             |
|                                           | EELV        | Eva Joly              | 55           | 1,61 %       | 1,33 %       |             |             |             |
|                                           | NPA         | Philippe Poutou       | 46           | 1,35 %       | 1,11 %       |             |             |             |
|                                           | LO          | Nathalie Arthaud      | 24           | 0,7 %        | 0,58 %       |             |             |             |
|                                           | SP          | Jacques Cheminade     | 8            | 0,23 %       | 0,19 %       |             |             |             |
|                                           |             | Total exprimés        | 3 417        | -            | 82,56 %      | 3 174       | -           | 76,8 %      |
| Total votants : exprimés + blancs ou nuls | 3 518 (101) | -                     | 85 %         | 3 492 (318)  | -            | 84,49 %     |             |             |
| Total inscrits : votants + abstentions    | 4 139 (621) | -                     | 100 %        | 4 133 (641)  | -            | 100 %       |             |             |

### 2007
Le premier tour de l'élection présidentielle de 2007 a été marqué par une participation exceptionnelle avec un score de 83,97 % des inscrits. Ce taux est comparable à celui du premier tour de l'élection présidentielle de 1965 qui était de 84,7 % et celle de 1974 qui était de 84,2 %. Nicolas Sarkozy (31,18 %) et Ségolène Royal (25,87 %) arrivent en tête pour le premier tour de l'élection devant François Bayrou (18,57 %) et Jean-Marie Le Pen (10,44 %). Au second tour, Nicolas Sarkozy est élu Président de la République française, avec 53,06 % des suffrages, contre Ségolène Royal avec 46,94 %. 
À Sainte-Sigolène Nicolas Sarkozy est arrivé en tête au premier tour avec 30,76 %, suivi de François Bayrou avec 20,18 % et enfin de Jean-Marie Le Pen avec 17,89 %. Viennent ensuite Ségolène Royal avec 16,57 %, puis Olivier Besancenot avec 5,11 %, aucun autre candidat ne dépassant le seuil des 5 %. Au second tour, les électeurs ont voté à 63,37 % pour Nicolas Sarkozy contre 36,63 % pour Ségolène Royal avec un taux d’abstention de 13,7 %.
|                                           | Parti          | Nom                  | Premier tour | Premier tour | Premier tour | Second tour | Second tour | Second tour |
| Voix                                      | Parti          | Nom                  | %            | %            | Voix         | %           | %           |             |
| Voix                                      | Parti          | Nom                  | Exprimés     | Inscrits     | Voix         | Exprimés    | Inscrits    |             |
| ----------------------------------------- | -------------- | -------------------- | ------------ | ------------ | ------------ | ----------- | ----------- | ----------- |
|                                           | UMP            | Nicolas Sarkozy      | 1 047        | 30,76 %      | 26,48 %      | 2 024       | 63,37 %     | 51,24       |
|                                           | MoDem          | François Bayrou      | 687          | 20,18 %      | 18,59 %      |             |             |             |
|                                           | FN             | Jean-Marie Le Pen    | 609          | 17,89 %      | 16,48 %      |             |             |             |
|                                           | PS             | Ségolène Royal       | 564          | 16,57 %      | 15,26 %      | 1 170       | 36,63 %     | 29,62       |
|                                           | LCR            | Olivier Besancenot   | 174          | 5,11 %       | 4,71 %       |             |             |             |
|                                           | MPF            | Philippe de Villiers | 102          | 3 %          | 2,76 %       |             |             |             |
|                                           | Sans étiquette | José Bové            | 62           | 1,82 %       | 1,68 %       |             |             |             |
|                                           | Verts          | Dominique Voynet     | 45           | 1,32 %       | 1,22 %       |             |             |             |
|                                           | LO             | Arlette Laguiller    | 45           | 1,32 %       | 1,22 %       |             |             |             |
|                                           | CPNT           | Frédéric Nihous      | 41           | 1,2 %        | 1,11 %       |             |             |             |
|                                           | PCF            | Marie-George Buffet  | 18           | 0,53 %       | 0,49 %       |             |             |             |
|                                           | PT             | Gérard Schivardi     | 10           | 0,29 %       | 0,27 %       |             |             |             |
|                                           |                | Total exprimés       | 3 404        | -            | 86,13 %      | 3 194       | -           | 80,86 %     |
| Total votants : exprimés + blancs ou nuls | 3 483 (79)     | -                    | 88,13 %      | 3 409 (215)  | -            | 86,3 %      |             |             |
| Total inscrits : votants + abstentions    | 3 952 (469)    | -                    | 100 %        | 3 950 (541)  | -            | 100 %       |             |             |

### 2002
Le 21 avril 2002 est inédit dans la vie politique française, puisqu'un représentant d'un parti classé à l'extrême droite de l'échiquier politique a réussi à se qualifier pour le second tour d'une élection présidentielle. Jacques Chirac est réélu président de la république avec le plus fort score depuis la création de la Cinquième République : 82,21 % ; Jean-Marie Le Pen obtient 17,79 % des suffrages exprimés.
 À Sainte-Sigolène, Jean-Marie Le Pen arrive en tête au premier tour avec 27,23 %, suivi de Jacques Chirac avec 17,41 %. Viennent ensuite François Bayrou avec 10,74 %, Lionel Jospin avec 8,19 %, puis Bruno Mégret avec 5,39 %, aucun autre candidat ne dépassant le seuil des 5 %. Au second tour, les électeurs ont voté à 72,72 % pour Jacques Chirac contre 27,28 % pour Jean-Marie Le Pen avec un taux d’abstention de 16,21 %, résultat inférieur aux tendances nationales.
|                                           | Parti       | Nom                     | Premier tour | Premier tour | Premier tour | Second tour | Second tour | Second tour |
| Voix                                      | Parti       | Nom                     | %            | %            | Voix         | %           | %           |             |
| Voix                                      | Parti       | Nom                     | Exprimés     | Inscrits     | Voix         | Exprimés    | Inscrits    |             |
| ----------------------------------------- | ----------- | ----------------------- | ------------ | ------------ | ------------ | ----------- | ----------- | ----------- |
|                                           | FN          | Jean-Marie Le Pen       | 768          | 27,23 %      | 20,78 %      | 809         | 27,28 %     | 21,89       |
|                                           | UMP         | Jacques Chirac          | 491          | 17,41 %      | 13,27 %      | 2 157       | 72,72 %     | 58,36       |
|                                           | MoDem       | François Bayrou         | 303          | 10,74 %      | 8,19 %       |             |             |             |
|                                           | PS          | Lionel Jospin           | 231          | 8,19 %       | 6,25 %       |             |             |             |
|                                           | MNR         | Bruno Mégret            | 152          | 5,39 %       | 4,11 %       |             |             |             |
|                                           | DL          | Alain Madelin           | 128          | 4,54 %       | 3,46 %       |             |             |             |
|                                           | LO          | Arlette Laguiller       | 128          | 4,54 %       | 3,46 %       |             |             |             |
|                                           | LCR         | Olivier Besancenot      | 118          | 4,18 %       | 3,19 %       |             |             |             |
|                                           | CPNT        | Jean Saint-Josse        | 106          | 3,76 %       | 2,87 %       |             |             |             |
|                                           | Verts       | Noël Mamère             | 106          | 3,76 %       | 2,87 %       |             |             |             |
|                                           | MRC         | Jean-Pierre Chevènement | 103          | 3,65 %       | 2,79 %       |             |             |             |
|                                           | FRS         | Christine Boutin        | 59           | 2,09 %       | 1,60 %       |             |             |             |
|                                           | PRG         | Christiane Taubira      | 44           | 1,56 %       | 1,19 %       |             |             |             |
|                                           | Cap21       | Corinne Lepage          | 38           | 1,35 %       | 1,3 %        |             |             |             |
|                                           | PCF         | Robert Hue              | 30           | 1,06 %       | 0,81 %       |             |             |             |
|                                           | PT          | Daniel Gluckstein       | 15           | 0,53 %       | 0,41 %       |             |             |             |
|                                           |             | Total exprimés          | 2 820        | -            | 76,3 %       | 2 966       | -           | 80,25 %     |
| Total votants : exprimés + blancs ou nuls | 2 934 (114) | -                       | 79,38 %      | 3 097 (131)  | -            | 83,79 %     |             |             |
| Total inscrits : votants + abstentions    | 3 696 (762) | -                       | 100 %        | 3 696 (599)  | -            | 100 %       |             |             |

## Référendums
Le référendum sur le quinquennat présidentiel, visant à réduire la durée du mandat présidentiel de sept à cinq ans, a lieu le 24 septembre 2000. La question posée est : « Approuvez-vous le projet de loi constitutionnelle fixant la durée du mandat du président de la République à cinq ans ? » Les électeurs votent « oui » à une large majorité (73,21 % des suffrages exprimés), dans un contexte de forte abstention (69,81 %). Localement, les votes sont respectivement de 70,98 % pour le "oui" et de 29,02 % pour le "non".
Le référendum français sur le traité établissant une Constitution pour l'Europe a eu lieu le 29 mai 2005. À la question « Approuvez-vous le projet de loi qui autorise la ratification du traité établissant une Constitution pour l'Europe ? », le « non » recueille 54,68 % des suffrages exprimés. Ce troisième référendum français sur un traité européen (après ceux de 1972 et 1992) est le premier à être rejeté. Localement les électeurs de la commune votent à 40,35 % pour le "oui" et à 59,65 % pour le "non".
| Référendums. | Référendums.      | Référendums.      | Référendums.      | Référendums.      | Référendums.      | Référendums.      | Référendums.  |
| Année        | Oui (national)    | Oui (national)    | Oui (national)    | Non (national)    | Non (national)    | Non (national)    | Participation |
| ------------ | ----------------- | ----------------- | ----------------- | ----------------- | ----------------- | ----------------- | ------------- |
| 2000         | 70,98 % (73,21 %) | 70,98 % (73,21 %) | 70,98 % (73,21 %) | 29,02 % (26,79 %) | 29,02 % (26,79 %) | 29,02 % (26,79 %) | 31,71 %       |
| 2005         | 40,35 % (45,33 %) | 40,35 % (45,33 %) | 40,35 % (45,33 %) | 59,65 % (54,67 %) | 59,65 % (54,67 %) | 59,65 % (54,67 %) | 73,77 %       |